# Xialian Ni
Xialian Ni (née le 4 juillet 1963 à Shanghai en Chine) est une pongiste luxembourgeoise d'origine chinoise. Elle joue en prise porte-plume et est connue pour sa longévité, ce qui lui vaut les surnoms de "Madam Ni", "Mama Ping-Pong" ou "Grandma Ni".

## Biographie
Mariée à Tommy Danielsson, Ni Xialian a deux enfants.

## Carrière

### Années 1980 et équipe de Chine
Ni Xialian a commencé sa carrière internationale sous les couleurs de l'équipe nationale de Chine. Au classement mondial, elle obtient la place de n°6 le 25 mai 1983. En 1983 à Tokyo, elle remporte avec le joueur chinois Guo Yuehua, les championnats du monde dans la discipline du double mixte.
Deux ans plus tard, aux championnats du monde qui se déroulent à Göteborg, elle obtient la médaille d'argent avec la joueuse chinoise Cao Yanhua, cette fois-ci en double dames.

### Pour le Luxembourg
Elle représente le Luxembourg en compétition internationale à partir de 1991. Elle a remporté à deux reprises le titre de championne d'Europe en 1998 et 2002, et à trois reprises le Top 12 européen de tennis de table.
Ni Xialian a participé avec le Luxembourg à plusieurs Jeux olympiques, en 2000 à Sydney, où elle est éliminée au premier tour du double et au deuxième du simple, en 2008 à Pékin où elle s'incline au troisième tour du simple, en 2012 à Londres où elle perd au deuxième tour du simple,, en 2016 à Rio de Janeiro où elle perd au troisième tour du simple et en 2021 à Tokyo où elle perd au deuxième tour du simple. Elle reçoit le titre de Sportive luxembourgeoise de l'année en 2001 et 2022.
Elle est médaillée de bronze en simple lors des Jeux européens de 2019.
Elle est médaillée de bronze en double dames lors des championnats du monde de 2021 à Houston .
La même année, à 58 ans, elle devient la pongiste la plus âgée de l'histoire des Jeux olympiques.

### Olympiade 2024
En 2022, lors des Championnats d'Europe, elle bat Prithika Pavade, championne de France en titre, de 41 ans sa cadette.
En 2023, à l'âge de 60 ans, elle remporte le WTT Feeder Havirov.
En janvier 2024, elle est 41e au classement mondial.
Elle est nommée porte-drapeau de la délégation luxembourgeoise aux Jeux olympiques de 2024 à Paris en compagnie de l'athlète Bob Bertemes. À 61 ans, elle y est la joueuse de Tennis de table la plus âgée, suivie par la chilienne Zeng Zhiying de trois ans plus jeune. Battant Sibel Altinkaya, elle devient la joueuse la plus âgée à remporter un match olympique en tennis de table ; elle est ensuite éliminée par Sun Yingsha.